# Громадянські війни у Стародавньому Римі
Громадянські війни у Стародавньому Римі — внутрішні суспільні і соціально-політичні конфлікти в Римській республіці, які починаються з часів Реформ Гракхів 133 року до н. е. й завершуються 30 роком до н. е., коли було встановлено принципат Августа, тобто республіку змінила Римська імперія. Втім низка дослідників під цим терміном розглядають усі конфлікти античного Риму з царського періоду до припинення існування Західної Римської імперії.

## Конфлікти Царського Риму
Основне політичне протистояння відбувалося в середині царської родини як боротьба за владу. В результаті першою жертвою став Сервій Туллій, якого було вбито внаслідок змови його власної донькою Туллією Молодшою та її чоловіком Луцієм Тарквінієм Гордим. Втім це було більше протистояння не соціальне, а особисте.
Початком політичного протиборство стало бажання Тарквінія Гордого зміцнити царську владу. Наслідком цього стало посилення боротьби з сенатом, де засідали його родичі. В результаті 509 року до н. е. владу Тарквінія було повалено. Негайно почалося протистояння родів Юніїв Брутів, Тарквінії, Валеріїв і Лукреціїв. Наслідком стало встановлення Римської республіки, що мало ознаки напівцарсько-напіваристкоратичної. З цього часу відзначають боротьбу між патриціями за владу, що відбивалося в отримання посади консула. Водночас спільними зусиллями патриції відбили спроби Тарквінія Гордого і його синів відновити царську владу. Як компроміс Римська республіка визнає протекторат етруського царя Порсени. Остаточно відбито спроби відновити царську владу сталося 495 року до н. е.

## Римська республіка

### Боротьба патриціїв з плебеями
Зростання населення Риму внаслідок розширення території республіки та посилення її потуги призвело до збільшення вільного населення, якого незалежно від майнового стану відносили до плебеїв. Втім владу зберігали патриції — аристократи часів царського Риму, що монополізували посади та доступ до сенату.
Оскільки плебеї були основою посполитого рушення Римської республіки, якої тоді була римська армія, то вони обрали в якості засобу боротьби за свої права сецесію — добровільний вихід на Авентинський пагорб або Священну гору, що в той час перебували за межею міста. Це протистояння мала переважно мирний, не збройний, характер.
Перша сецесія сталася у 495—493 роках до н. е. Відбулася на чолі із Луцієм Сіцінієм Веллутом. В результаті патриції вимушені були піти на поступки: частина плебеїв була звільнена від боргів, також впроваджено посаду народного (плебейського) трибуна, що мав значні повноваження.
Друга сецесія сталася у 449 році до н. е. Причиною було зловживання другої комісії децемвирів на чолі із Аппієм Клавдієм Крассом Сабіном Інрегілленом, які скасували посаду народного трибуна. В результаті децемвіри пішли у відставку, посаду плебейського трибуна було відновлено, закони плебейських коміцій стали обов'язковими до виконання після схвалення сенатом (закон Валерія та Горація). Впроваджено посаду плебейського еділа.
Третя сецесія сталася у 445 році до н. е. Плебеї вимагали затвердження закону Канулея щодо дозволу шлюбів між патриціями і плебеями. Сенат, з огляду на зовнішню ситуацію, вимушений був піти на поступки й затвердити цей закон.
Четверта сецесія сталася у 342 році до н. е. Приводом стало невдоволення частини легіонерів під час Першої самнітської війни. Вони рушили до Риму, де збурили більшість плебеїв. Наслідком було прийняття закону Генуція, за яким впроваджено поперемінну консульство патриціїв і плебеїв.
П'ята сецесія сталася у 287 році до н. е. На цей раз плебеї відійшли на пагорб Янікул. В результаті диктатор Квінт Гортензій вимушений був провести закон, за яким рішення плебісциту ставали законом без затвердження з боку сенату.

### Громадянські війни

#### Перша громадянська війна
Важкі війни з Карфагеном і Македонією призвели до збідніння римського селянства, яке почало втрачати землю на користь заможніших селян та аристократів. Це становило суттєву проблему для римської армії, оскільки лише той, хто мав власність міг бути легіонером. Більшість плебеїв були селянами. Все це викликало серйозну стурбованість в середовищі правлячої верхівки. Особливо була стривожена найдалекоглядніша частина нобілітету.
У одному з аристократичних гуртків, що групувався навколо Сципіона Еміліана, зародилася думка про необхідність проведення широкої аграрної реформи, спрямованої на відновлення селянського землеволодіння, відродження селянства, а отже, й армії. Разом із землями, що знаходилися в приватній власності, в Римі ще продовжували існувати обширні території «суспільної ріллі» (ager publica). Учасники гуртка Сципіона пропонували піддати цю землю перерозподілу: частково вилучити її у крупних власників, оскільки право розпоряджатися цими земельними фондами збереглося за державою, і потім розподілити цю землю дрібнішими ділянками серед малоземельного або зовсім безземельного селянства. Проти цього виступили нобілі, які стали найбільшими власниками землі. Провал законопроєкту Гая Лелія 140 року до н. е. загострив ситуацію.
Початком саме громадянських війн в Стародавньому Римі деякі дослідники вважають 135 рік до н. е., коли почалося Перше Сицилійське повстання, до якого окрім рабів долучилося багато безземельних плебеїв. останні як громадяни Риму боролися проти римських військ, де служили плебеї, що також були громадянами Риму. Це повстання спричинило заворушення в Італії. В розпал подій народним трибуном стає Тиберій Семпроній Гракх, що бажав відновити потугу Риму через відновлення вільного класу селян-плебеїв. Наслідком цього стало протистояння серед народних трибунів, які частково підтримували дії сенату, опору оптиматів. Втім було прийнято аграрні закони, за яким наділи отримало 80 тис. плебеїв. Проте гостра соціальна проблема не була вирішена. У 132 році до н. е. із загибеллю Гракха було придушено повстання на Сицилії.

#### Друга громадянська війна
Боротьба плебеїв з патриціями і нобілями тривала надалі. До цього додалися конфлікти між римськими громадянами і італіками, які були обмежені в правах. Все це вимагало розв'язання. В результаті реформ Гая Гракха у 125—121 роках до н. е. вдалося долучити на бік плебсу вершників, які отримали більші права, обмежено сенат, надано нові права міському плебсу, розширено аграрні закони. Це час найбільшої могутності плебеїв і демократизації суспільства Стародавнього Риму.
У відповідь нобілітет зумів розколоти прихильників Гракха, спровокував того на виступ на Авентінському пагорбі, який було жорсткого придушено. В результаті гору знову взяв сенат. Постановою з 119 року до н. е. вирішено, що державна земля, що була в руках приватних державців, переходить в їхню власність. Таким чином, нобілітет закріпив за собою всі ті публічні землі, що їх Гракх намагався передати плебеям.
Ряд подальших аграрних законів, підсумок яким підвів закон, виданий в 111 р. до н. е., звів нанівець результати гракхової реформи. Цей закон оголосив приватною власністю італійські і провінційні землі, що знаходилися в окупації приватних осіб, і дозволяв продаж наділів, розданих аграрною комісією Гракхів. Результатом його з'явилася ще більша концентрація землі в руках небагатьох. Вже в 104 р. до н. е. народний трибун Марцій Філіпп заявив, що не більше 2 тисяч сімей в Римі мають хоч якусь нерухомість. Величезна маса безземельних селян перетворилася на клієнтів нобілів, отримуючи у них невеликі земельні ділянки за виплату частини урожаю і виконання різних повинностей. Оскільки велика частина державної землі Італії перейшла в приватні руки, то для розв'язання аграрного питання належало знаходити нові шляхи. Невирішеним залишалося і питання про італіків.

#### Третя громадянська війна
Посилення експлуатація рабів, збільшення плебеїв-клієнтів, розширення латифундій. також все більше безземельних селян опиняються на положенні рабів. Найбільш гостро це відчувалося на Сицилії. Це стало призвідком Другого Сицилійського повстання, що почалося 104 року до н. е. Його низка дослідників вважають початком нової громадянської війни.
Не менш складна ситуація склалася в Італії та Римі. Водночас владних посад домоглися так званні нові люди, не члени нобілітету чи патриціату. Серед них відзначався Гай Марій. Він вступив в союз з очільником популярів (народної партії) Луцієм Аппулеєм Сатурніном, що став 103 року до н. е. народним трибуном. Спочатку ветерани армії отримали наділи в провінції Африка. 102 року до н. е. гаслом популярів стало відновлення Гракхових законів, автори яких ще не померли в спогадах народу. Протягом 102—100 років до н. е. Аппулей поступово намагався відновити закони Гракхів, зокрема виділялися наділи легіонерам та виводилися нові колонії. Втім у 100 році до н. е. Гай Марій перейшов на бік сенату. Сатурнін атакував Капітолій, де знаходився римський сенат, втім зазнав поразки й загинув.

### Союзницька війна
Формально Союзницька війна не була громадянською війною, оскільки вона відбувалася між громадянами Рима та союзниками Рима, які не мали римського громадянства. Італіки служили в римській армії, але не мали рівних прав, не могли отримати свою частку завойованого, в тому числі й землю. Це при тому, що основна частина ділянок «народної землі», ager publicus, знаходилась на території різних племен. Становище італіків нагадувало становище плебеїв трьома століттями раніше.
В результаті римське військо здобуло перемогу, але сенат вимушений був надати італіками деякі права. Заможна частина італіків злилася з римлянами. Культурно-правового рівняння Італії і Риму так і не сталося. Дві області — Луканія і Самній — взагалі не отримали в той час права голосувати через свій опір під час війни. Головне — Рим втратив своє виняткове положення в Італії і став primus inter pares — перший серед рівних. Майже всі общини Італії перетворилися на римські муніципії.

### Маріано-сулланське протистояння

#### Перша війна
Докладніше: Громадянська війна в Стародавньому Римі (88-87 до н. е.)
Особлива жорстокість Союзницької війни, розорення безлічі міст, загибель великої кількості людей різко погіршили економічний стан як Італії, так і усієї Римської держави. На цьому тлі знову загострюються соціально-політичні протиріччя в римському суспільстві. На початку 80-х років до н. е. Рим стикається також і з серйозними зовнішньополітичними ускладненнями. На це накладається соціально-політичне протистояння між оптиматами і популярами, що бере початок від реформ Сатурніна.
У 88 році до н.е популярів очолив Публій Сульпіцій Руф, який вирішив продовжити справу Сатурніна і Гракхів. При цьому спирався на допомогу Гая Марія. В результаті було прийнято низька законопроєктів, які мали на меті похитнути міць сенатської олігархії. Зокрема, проведено чистку сенату, вигнавши з нього тих, чиї борги перевищують 10 тис. сестерцій (явні корупціонери), розподілено нових громадян, переважно, італіків, права яких зрівняно з римлянами, а також вільновідпущеників, за всіма 35 трибами, повернути з вигнання засуджених за політичними звинуваченнями.
У відповідь Луцій Корнелій Сулла, що збирався у похід проти понтійського царя Мітрідата VI, рушив на Рим, захопив той, порушивши закон. Руф та його прихильники були страчені, закони скасовано.
Але у 87 році до н. е., коли Сулла залишив Рим, невдовзі Марій зайняв його. Було влаштовано репресії проти оптиматів та інших ворогів Марія. Вперше було вбито осіб преторської і консульської гідності без суду. Також Гая Марія було оголошено консулом на 86 рік до н. е. без згоди народних зборів. Наступник Марія — Луцій Корнелій Цинна — фактично став диктатором, але не використав свою владу для проведення демократизації республіки. Прийняття законопроєкту про розподілення італіків по 8 трибам стало найважливішим політичним кроком партії маріанців. Відсутність реформ, беззаконня і терор викликало невдоволення популярів.

#### Друга війна
Протистояння відбувалося між Гаєм Марієм Молодшим і Луцієм Корнелієм Суллою. Останній 83 року до н. е. висадився в Італії. До Сулли приєднувалися як представники родової знаті (оптимати), які бачили в Суллі свого захисника, так і невдоволені серед маріанців (популяри). Крім того, часто на сторону Сулли переходили прості солдати. Це було пов'язано перш за все з обіцянкою Сулли роздавати всім, хто воював на його стороні, землю.
Протягом 83—82 років до н. е. сулланці здобули низьку перемог. Зрештою Марій Молодший опинився в облозі в Пренесте. Тут Сулла знову здобув перемогу. В подальшому маріанці зазнавали лише поразок. Війна завершилося битвою біля Коллінських воріт, де маріанці зазнали остаточної поразки.
Луцій Корнелій Сулла встановив особисту диктатуру, посилив владу оптиматів і сенату, суттєво обмежив політичні права плебеїв. Впровадив перші проскрипції, що тривали до 81 року до н. е. У 79 році до н. е. Сулла зрікся влади.

### Післясулланські конфлікти
Відставка і смерть Луція Корнелія Сулли не скасувала конституцію Римської республіки, за якою оптимати мали монополію. Все це спричинило конфлікти. Втім тепер рушійною силою були не плебеї і народні трибуни, а політичні діячі, що діяли на підтримку популярів або з особистих причин.
Ще у 80 році до н. е. в провінції Ближня Іспанія підняв повстання Квінт Серторій, що був прихильником Гая Марія. Він створив самостійну державу в Іспанії. Втім чим далі він переслідував особисті цілі. У 73 році до н. е. Серторія було вбито, а 72 року до н. е. зникла його держава.
Водночас 77 року до н. е. в Трансальпійській Галлії повстав Марк Емілій Лепід, який оголосив на меті скасування реформ Сулли, а також повернення італікам відібраних Суллою земель. Проте не досяг Риму і зазнав поразки.
Важливою подією стало повстання Спартака, що почалося 74 року до н. е. Незважаючи на те, що спочатку рушійною силою були раби, згодом до нього доєдналися численні загони італіків, особливо з Луканії, іншого пригнобленого римського населення. В результаті постала загроза самому Риму. Лише завдяки діям численних римських армій його було придушено 71 року до н. е. Проте окремі загони повсталих діяли до 63 року до н. е.
71 року до н. е. Гней Помпей Великий, що відчував загрострення соціальної кризи, по поверненню з Іспанії, де завершив приборкання серторіанців, виступив на боці популярів. Після цього частково скасовано закони Сулли, народні трибуни були відновлені у своїх правах, вершники отримали однакову з сенаторами право участі в судах, цензурі повернута колишня влада. У руках Помпея було покірне військо, настрій народу був сприятливий, супротивники мовчали, та він не наважився на рішучий крок (стати диктатором) і, досягнувши найближчої мети, розпустив військо.
Останнім соціальним збуренням стала змова на чолі із Луцієм Сергієм Катіліною. Причиною з одного боку були невдоволені політичні амбіції та великі борги очільників змови, з іншого зростання прошарку бідних селян в Італії та містян у Римі. Втім її було розкрито Марком Туллієм Цицероном, а основні сили заколотників зазнали поразки у битві при Пісторії.
З цього часу відбувається стабілізація внутрішньої ситуації. Багато в чому цьому сприяло утворенні Першого тріумвірату у складі Гая Юлія Цезаря, Гней Помпея Великого і Марка Ліцинія Красса. Разом з цим означало кризу Римської республіки, оскільки окремі особистості фактично замінило собою головні державні інституції.

### Падіння Римської республіки

#### Війна Цезаря з Помпеєм
У 50-х роках до н. е. Римська республіка остаточно вступила до складної внутрішньої політичної, соціальної та економічної кризи. Республіканські інститути були вже не взмозі здійснювати управління величезними територіями, а також забезпечувати інтереси різних верств населення. Назріла необхідність з одного боку, забезпечити захист інтересів великих латифундистів та рабовласників, з іншого боку, забезпечити землею збіднілих громадян. Загибель Красса у 53 році до н. е. призвела до кризи в Першому тріумвіраті. Водночас амбіції Гая Цезаря після успішного завершення Галльської війни спонукала до бажання посилити свою вагу у державі та провести основні ідеї популярів у життя. Втім це виявилося неможливим.
У 49 році до н. е. почалося протистояння Гая Юлія Цезаря із сенатом, уособленням якого став Гнея Помпеєм, що обрався консулом без колеги. Основні події завершилися перемогою Цезаря у битві біля Фарсалу  48 року до н. е. Втім до 45 року до н. е. він боровся проти помпеянців. також велася війні проти Понту, відбувалося втручання у справи Єгипту. Причиною цього стало намагання сусідів Римської республіки використати ситуацію на свою користь. Завершилася війна встановлення диктатури Цезаря, але 44 року до н. е. його було вбито змовниками.

#### Війна трьох сторін: Октавіана, Антонія і Брута
Основними подіями стала Мутинська і Філіппська війни. Спочатку після смерті Цезаря було здійснено спробу відновити республіканські інституції. Приблизно через рік після його смерті, переговори між Марком Антонієм та сенатом провалились. Марк Антоній зібрав свої легіони та вирушив на війну проти одного з вбивць Цезаря — Децима Юнія Брута Альбіна, який вже тоді керував Цізальпійською Галллією. Децим отримав наказ від Сенату здати провінцію Марку Антонію, але він йому не підкорився. Це була провокація, на яку Антоній поспішив відповісти. У ситуації Антонія, який стояв на краю загибелі, а також був не в пошані серед народу, перемога над Децімом Брутом означала повернення домінуючого положення і встановлення контролю над стратегічно важливою провінцією.
Згодом проти Антонія було відправлено сенатське військо, яке завдало поразки Марку Антонію. Оскільки очільники армії Гай Вібій Панса і Авл Гірцій загинули, легіони очолив Октавіан, спадкоємець Гая Цезаря. Того ж 43 року до н. е., було утворено Другий тріумвірат у складі Октавіан, Антонія і Марка Емілія Лепіда, які поділили владу над Римом. Наприкінці 43 року до н. е. почалися бойові дії проти Квінта Корніфіція, що пручався тріумвірам в Африці. Але його спротив було придушено 42 року до н. е. В цей час вбивці Цезаря — Гай Кассій Лонгін і Марк Юній Брут — встановили владу над східними провінції Римської респбліки. У 42 році до н. е. відбулася битва при Філіппах, в якій Марк Антоній і Гай Октавіан здобули перемогу над республіканцями.
Результатом цієї громадянської війни стало остаточне знищення очільникі вреспубліканців, заміна інституцій республіки правління тріумвірів, що готувалися до боротьби між собою за одноосібну владу над Римом.

#### Війни тріумвірів

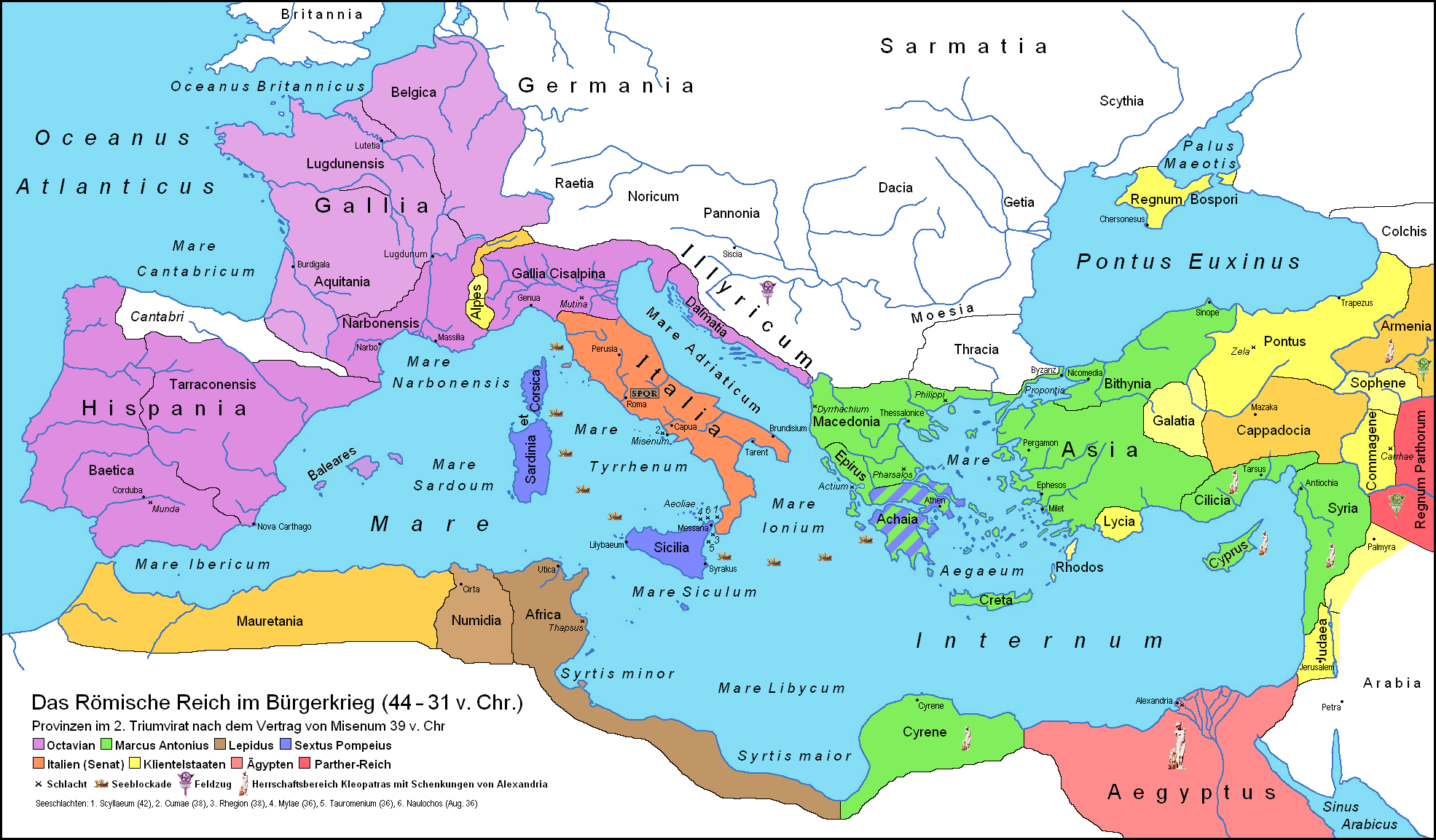
Війни тріумвірів часів Римської республіки

Вже наприкінці 42 року до н. е. починаються конфлікти між Антонієм і Октавіаном. На короткий час Луцій Антоній зайняв Рим. Зрештою він вимушений був відступити до Перузія, біля якого відбувалися основні бойові дії. 40 року до н. е. прихильники Октавіана здобули повну перемогу. Завдяки цьому останній встановив повну владу в Італії та Галлії.
Водночас в цей час Секст Помпей став володарем Сицилії, розпочавши війну проти Октавіана. В результаті боротьба з останнім затяглася до 36 року до н. е. Поразками Помпея вирішив скористатися Марк Лепід, що 36 року до н. е. вдерся до Сицилії. Цим скористався октавіан, що швидко витіснув суперника з острова, а потім захопив Африку, що належала Лепіду як тріумвіру. В результаті Октавіан встановив владу над усіма західними провінціями Римської республіки.
Після цього Октавіан і Марк Антоній стали готуватися до вирішальної битва за владу. Вона почалася 32 року до н. е. Апогеєм став низка битва біля Акціума 31 року до н. е., де флот і армія Антонія зазнали поразки. 30 року до н. е. із загибеллю Марка Антонія завершилася остання громадянська війна республіки. Було встановлено одноосібну владу Октавіана, а Римську республіку в подальшому перетворено на імперію.

## Конфлікти Римської імперії
В часи існування імперії війни не мали характеру громадянського конфлікту. Це була лише боротьба за владу між різними претендентами. такими були:
- Змова Сеяна 31 року
- Змова Пізона 65 року
- Рік чотирьох імператорів 68—69 років
- Рік п'яти імператорів 193 року
- війна Альбіна і Севера 196—197 років
- Рік шести імператорів 238 року
- Криза Римської імперії у III столітті в 235—284 роках
- Громадянська війна в Римській імперії (293—296)
- Війни тетрархів у 306—324 роках
- Громадянська війна в Римській імперії (350—353)
- Громадянська війна в Римській імперії (365—366)
- Громадянська війна в Римській імперії (387—388)
- Громадянська війна в Римській імперії (394)
- Громадянська війна в Римській імперії (407—411)
- Громадянська війна в Римській імперії (425)
- Громадянська війна в Римській імперії (432)
- Громадянська війна в Римській імперії (471—472)